# Здание гильдии Канута
Зда́ние ги́льдии Ка́нута (эст. Kanuti gildi hoone) — историческое здание в стиле Тюдоров в Таллине, в центре Старого города, по адресу ул. Пикк, д. 20. Трёхэтажное здание расположено на участке трапециевидной формы в квартале между улицами Пикк и Пюхавайму. Занимает весь участок недвижимости, двора не имеет. Получило своё название по названию гильдии Святого Канута, которая владела им несколько столетий.

## История

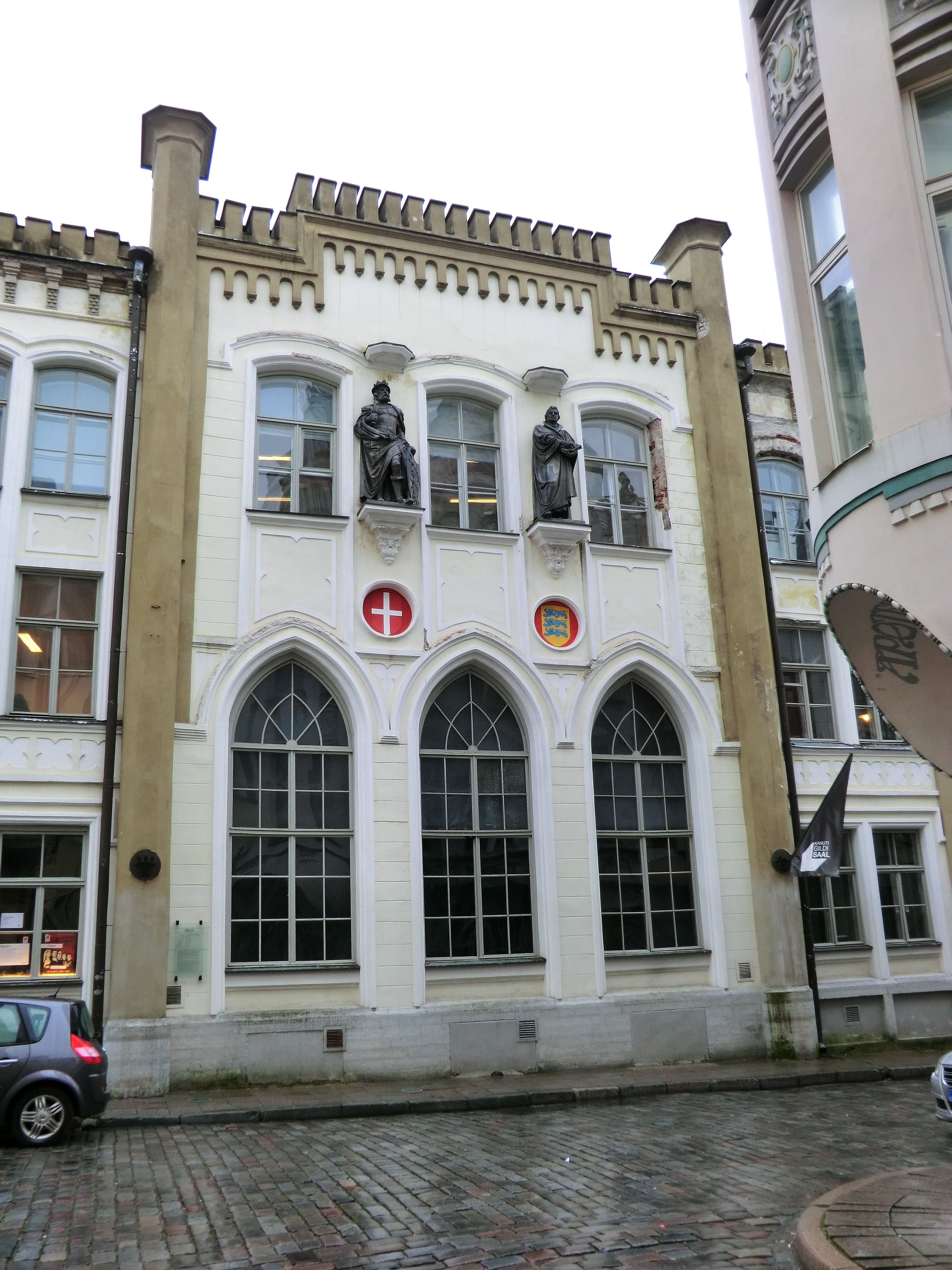
Центральная часть главного фасада здания гильдии Канута

Первоначальное здание на этом участке впервые упоминается уже в 1326 году, когда гильдия Святого Канута заключила договор со своим соседом Ламбертом Белтером (Lambert Belter) о стене на границе между земельными владениями и установлении в ней окон. Из этого можно сделать вывод, что тогда гильдия вела строительные работы. Зданием гильдии Святого Канута в то время было строение, прилегающее к нынешнему зданию, по адресу ул. Пикк 18. В 1406 году здание гильдии было расширено за счёт соседнего дома с северной стороны. В 1860 году гильдией был выкуплен ещё один соседний дом, и таким образом на участке, приобретшем к тому времени свои окончательные размеры, долгое время стояли три дома с высокими остроугольными щипцами, типичными для средневекового Таллина. Три щипца сохранялись до 1863 года, затем здание было перестроено по проекту Николая Егорова и Фердинанда Кордеса (Ferdinand Heinrich Kordes) в так называемом стиле Тюдоров и получило свой нынешний вид. Габаритные размеры основного плана здания остались прежними. 
В 1933 году в здании случился пожар, и проект реконструкции архитектора Эдгара Куузика от 1933 года в первую очередь включал восстановление его интерьеров. 
В 1999 году Министерство внутренних дел Эстонии выставило пустовавшее более года здание на аукцион, против чего выступили известные культурные деятели страны. В частности, по мнению дирижёра Эри Класа зал здания с его великолепной акустикой можно было использовать в качестве концертного зала. Горуправа Таллина и Таллинское горсобрание приняло решение ходатайствовать о передаче здания городу.
В 2002 году были выполнены комплексные ремонтно-восстановительные работы. Стоимость работ по ремонту фасадов составила 2 млн крон.

## Описание

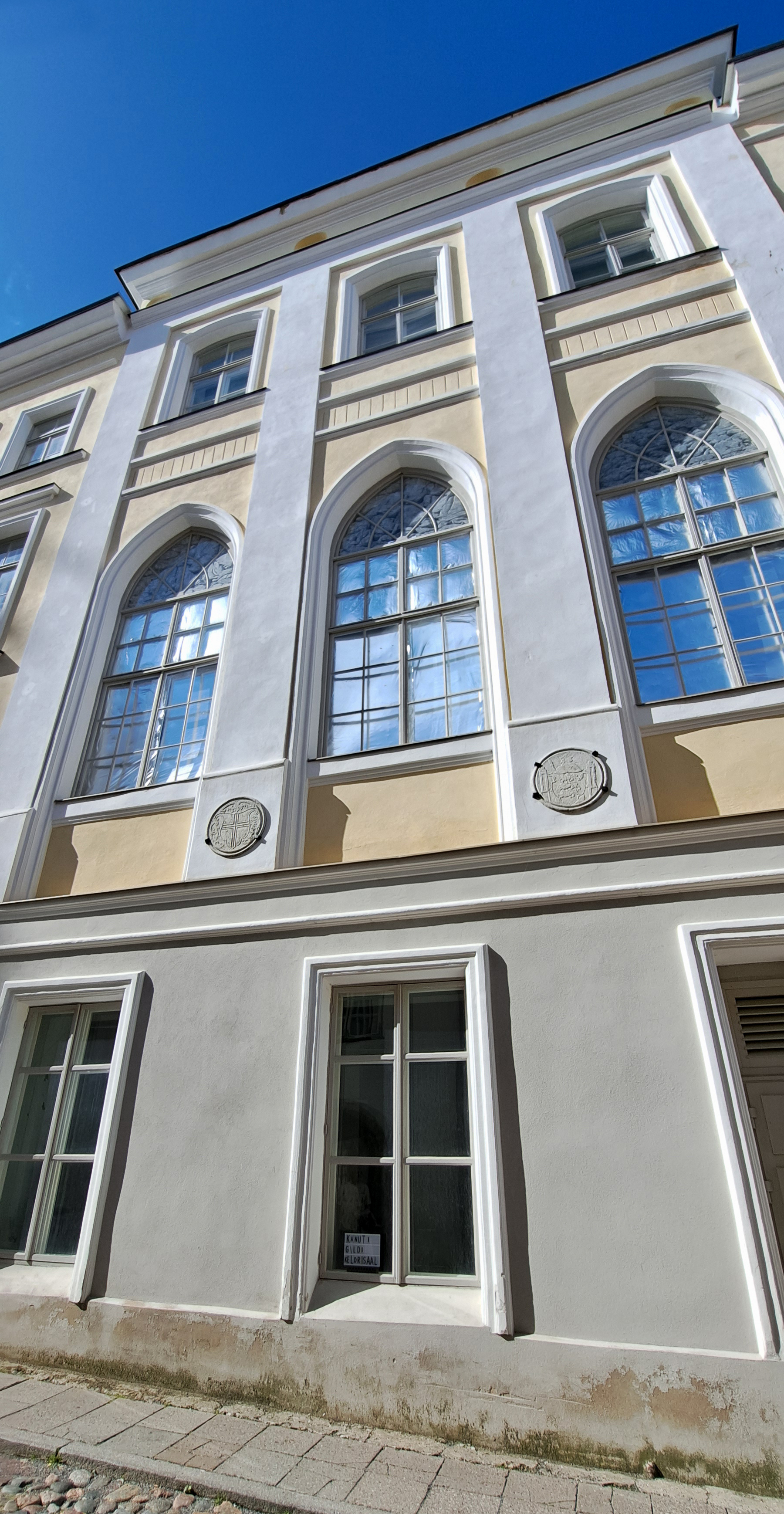
Задний фасад здания гильдии Канута

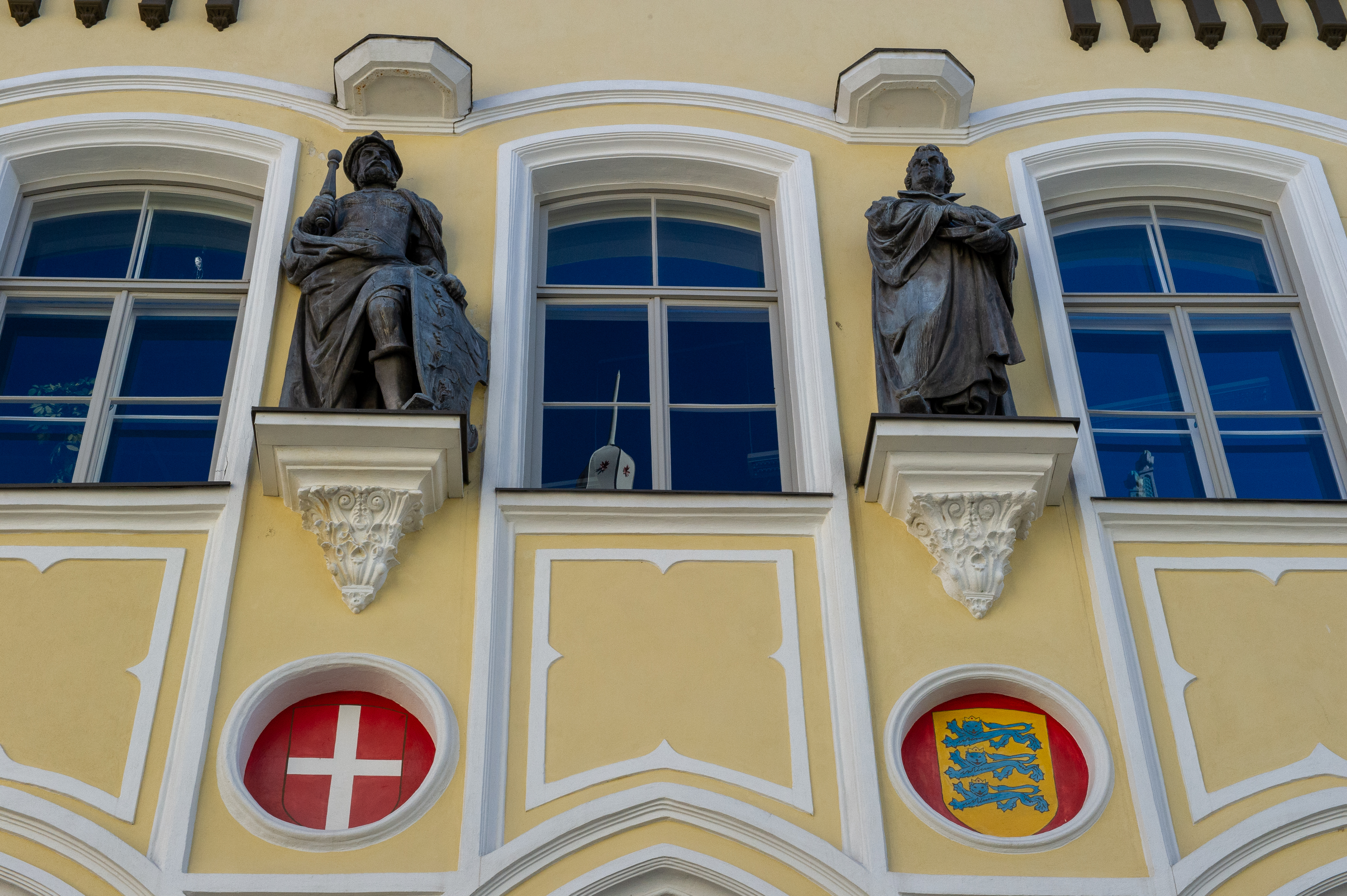
Скульптуры на главном фасаде здания гильдии Канута

Симметричное здание с оштукатуренным фасадом получило свой нынешний вид в 1863 году по проекту Н. Егорова и Ф. Кордеса. В ходе реконструкции 1864 года фасад был обшит красным кирпичом в чередовании с плитняком. Со стороны улицы Пикк оно трёхэтажное (это главный фасад), со стороны улицы Пюхавайму — четырёхэтажное. Главный фасад до сих пор сохраняет вертикальное деление на три части. Фасады украшены богатыми тяжёлыми карнизами, которые со стороны улицы Пикк соединены мини-башнями и украшены скульптурами, а со стороны улицы Пюхавайму украшены верхушками двух предпорожных камней (этиков), ранее стоявших у главного входа. Скульптуры на главном фасаде изображают Святого Канута, покровителя гильдии, и инициатора Реформации, христианского богослова Мартина Лютера. В центральной части здания сохранилось первоначальное расположение большого праздничного зала и объём, проходящий через второй этаж. Зал с тремя высокими окнами хорошо освещён и выглядит представительно. Оригинальный интерьер зала не сохранился, в ходе ремонта 1933 года были сохранены лишь несколько его фрагментов. 
В 2000 году при проведении цветовых зондирований было обнаружено несколько трафаретных рисунков на втором этаже. При покраске фасадов в 2002 году ориентировались на цветную картинку XIX века; по той же картинке были оформлены круглые ниши главного фасада:  малый герб Таллина установлен под статуей Святого Канути, а изображение большого герба Таллина — под скульптурой Мартина Лютера.
Площадь земли под зданием составляет 746,0 м², объём здания — 13 022 м³. Площадь помещений — 1653,1 м².
При инспектировании 4 февраля 2013 года состояние здания было признано удовлетворительным.

## Функция здания
С XIV века здание использовалось гильдией ремесленников Святого Канута; в нём находился Зал гильдии Канута, где проводились различные мероприятия гильдии. В XIX веке на третьем этаже разместились коллекции Губернского музея. После роспуска гильдии здание до 1933 года использовалось Таллинским техникумом. С 1933 года в подвале работали ресторан и клуб, и в здании случился пожар. В 1970-х годах в здании действовал советский военный трибунал и работала Таллинская центральная телефонная станция. По решению Таллинской городской управы, в 2004 году здание было сдано в аренду Эстонской академии художеств сроком на 15 лет (до 2019 года). По мнению специалистов в области старины, естественным и доступным способом использования здания может быть только культурная функция (проведение конференций, выставок, организация музейного пространства).
В 2001 году в здании открылся «Зал гильдии Канута» — центр исполнительского искусства. Здесь демонстрируются современные и прогрессивные танцы, световые шоу, ставятся театральные представления, проводятся международные фестивали современного исполнительского искусства и пр. Студийное помещение «Зала гильдии Канута» вещает 55 зрителей.